# Galeruca regularis
Galeruca regularis es una especie de insecto coleóptero de la familia Chrysomelidae.
Fue descrita científicamente en 2007 por Beenen & Yang.